# 婆罗洲云豹
婆罗洲云豹（学名：Neofelis diardi borneensis）是一种分布在婆罗洲地区的猫科动物，巽他云豹的两个亚种之一，早前一度被视云豹（Neofelis nebulosa）的亚种，直到2006年，遗传学研究才发现两者的遗传差异颇大，分析认为巽他群岛的云豹和亚洲大陆的云豹已有百万年的生殖隔离史，因而将巽他云豹提升为独立物种。
其种加词“borneensis”意为“婆罗洲的”。
早在冰河时期，婆罗洲和苏门答腊的巽他云豹就因为地理原因而分隔开来，长期的演化使得两地的云豹发生了遗传学上的差异，以及头骨和牙齿等细节部位的形态学上的差异，形成了两个亚种：婆罗洲云豹和苏门答腊云豹（Neofelis diardi diardi）。

## 保护等级
2008年国际自然保护联盟基于其种群数量持续下降，而将其状态评估为濒危。